# 세계 에스페란토 대회
세계 에스페란토 대회(에스페란토: Universala Kongreso de Esperanto, 약자 UK)는 세계 에스페란토 협회가 주관하는, 매년 열리는 세계 대회다. 1905년부터 개최되었으며, 세계 대전으로 인해 1914년, 1916~1919년, 1940~1946년에는 열리지 않았지만, 그 외 다른 해에는 현재까지 꾸준히 열리고 있다. 세계 대회의 위치는 세계 에스페란토 협회 위원회(UEA Estraro)에서 정하고, 매년 다른 도시에서 열린다.

## 세계 대회 목록

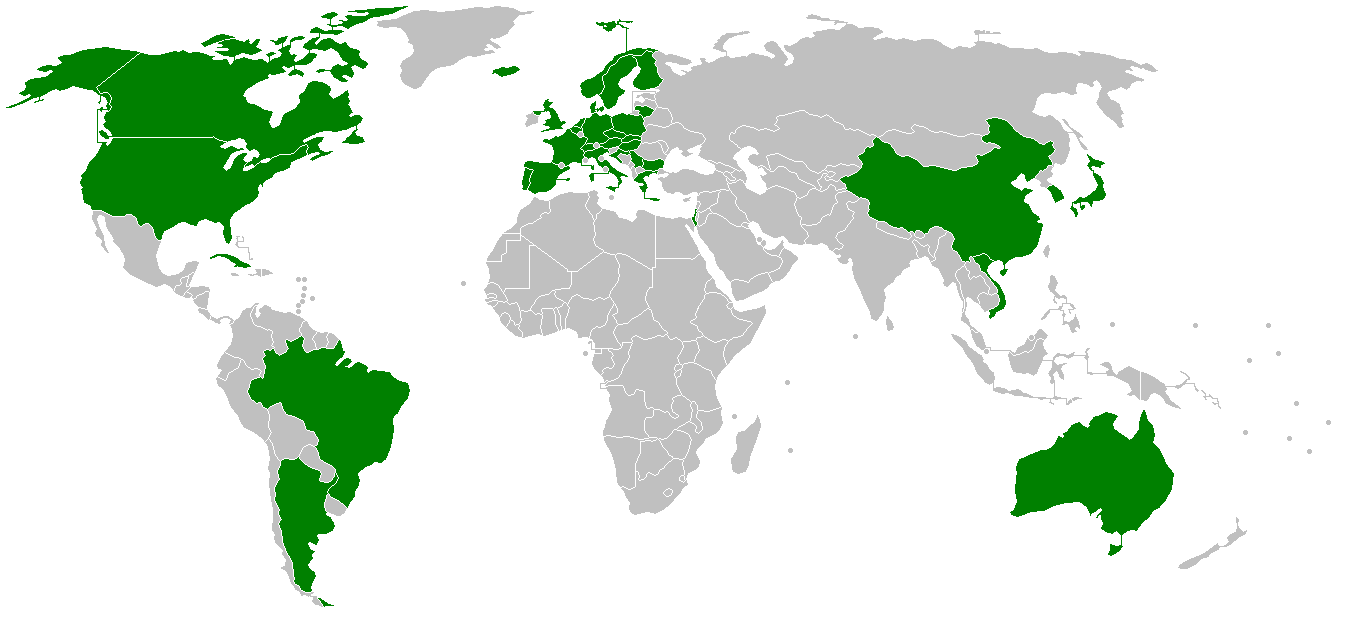
세계 대회를 계최한 나라 (1905~2015).

| 회              | 연도 | 개최지                | 개최국                                 | 참가 인원          |
| --------------- | ---- | --------------------- | -------------------------------------- | ------------------ |
| 103             | 2018 | 리스본                | 포르투갈                               |                    |
| 102             | 2017 | 서울                  | 대한민국                               | 1168               |
| 101             | 2016 | 니트라                | 슬로바키아                             | 1252               |
| 100             | 2015 | 릴                    | 프랑스                                 | 2698               |
| 99              | 2014 | 부에노스 아이레스     | 아르헨티나                             | 706                |
| 98              | 2013 | 레이캬비크            | 아이슬란드                             | 1034               |
| 97              | 2012 | 하노이                | 베트남                                 | 848                |
| 96              | 2011 | 코펜하겐              | 덴마크                                 | 1458[1]            |
| 95              | 2010 | 하바나                | 쿠바                                   | 1002[2]            |
| 94              | 2009 | 비아위스토크          | 폴란드                                 | 1860               |
| 93              | 2008 | 로테르담              | 네덜란드                               | 1845               |
| 92              | 2007 | 요코하마              | 일본                                   | 1901               |
| 91              | 2006 | 피렌체                | 이탈리아                               | 2209               |
| 90              | 2005 | 빌뉴스                | 리투아니아                             | 2235               |
| 89              | 2004 | 베이징                | 중화인민공화국                         | 2031               |
| 88              | 2003 | 예테보리              | 스웨덴                                 | 1791               |
| 87              | 2002 | 포르탈레자            | 브라질                                 | 1484               |
| 86              | 2001 | 자그레브              | 크로아티아                             | 1691               |
| 85              | 2000 | 텔아비브              | 이스라엘                               | 1212               |
| 84              | 1999 | 베를린                | 독일                                   | 2712               |
| 83              | 1998 | 몽펠리에              | 프랑스                                 | 3133               |
| 82              | 1997 | 애들레이드            | 오스트레일리아                         | 1224               |
| 81              | 1996 | 프라하                | 체코                                   | 2972               |
| 80              | 1995 | 탐페레                | 핀란드                                 | 2443               |
| 79              | 1994 | 서울                  | 대한민국                               | 1776               |
| 78              | 1993 | 발렌시아              | 스페인                                 | 1863               |
| 77              | 1992 | 빈                    | 오스트리아                             | 3033               |
| 76              | 1991 | 베르겐                | 노르웨이                               | 2400               |
| 75              | 1990 | 하바나                | 쿠바                                   | 1617               |
| 74              | 1989 | 브라이턴              | 영국                                   | 2280               |
| 73              | 1988 | 로테르담              | 네덜란드                               | 2321               |
| 72              | 1987 | 바르샤바              | 폴란드                                 | 5946               |
| 71              | 1986 | 베이징                | 중화인민공화국                         | 2482               |
| 70              | 1985 | 아우크스부르크        | 서독                                   | 2311               |
| 69              | 1984 | 밴쿠버                | 캐나다                                 | 802                |
| 68              | 1983 | 부다페스트            | 헝가리                                 | 4834               |
| 67              | 1982 | 안트베르펜            | 벨기에                                 | 1899               |
| 66              | 1981 | 브라질리아            | 브라질                                 | 1749               |
| 65              | 1980 | 스톡홀름              | 스웨덴                                 | 1807               |
| 64              | 1979 | 루체른                | 스위스                                 | 1630               |
| 63              | 1978 | 바르나                | 불가리아                               | 4414               |
| 62              | 1977 | 레이캬비크            | 아이슬란드                             | 1199               |
| 61              | 1976 | 아테네                | 그리스                                 | 1266               |
| 60              | 1975 | 코펜하겐              | 덴마크                                 | 1227               |
| 59              | 1974 | 함부르크              | 서독                                   | 1651               |
| 58              | 1973 | 베오그라드            | 유고슬라비아 (오늘날 세르비아)         | 1638               |
| 57              | 1972 | 포틀랜드              | 미국                                   | 923                |
| 56              | 1971 | 런던                  | 영국                                   | 2071               |
| 55              | 1970 | 빈                    | 오스트리아                             | 1987               |
| 54              | 1969 | 헬싱키                | 핀란드                                 | 1857               |
| 53              | 1968 | 마드리드              | 스페인                                 | 1769               |
| 52              | 1967 | 로테르담              | 네덜란드                               | 1265               |
| 51              | 1966 | 부다페스트            | 헝가리                                 | 3975               |
| 50              | 1965 | 도쿄                  | 일본                                   | 1710               |
| 49              | 1964 | 헤이그                | 네덜란드                               | 2512               |
| 48              | 1963 | 소피아                | 불가리아                               | 3472               |
| 47              | 1962 | 코펜하겐              | 덴마크                                 | 1550               |
| 46              | 1961 | 해러게이트(Harrogate) | 영국                                   | 1646               |
| 45              | 1960 | 브뤼셀                | 벨기에                                 | 1930               |
| 44              | 1959 | 바르샤바              | 폴란드                                 | 3256               |
| 43              | 1958 | 마인츠                | 서독                                   | 2021               |
| 42              | 1957 | 마르세유              | 프랑스                                 | 1468               |
| 41              | 1956 | 코펜하겐              | 덴마크                                 | 2200               |
| 40              | 1955 | 볼로냐                | 이탈리아                               | 1687               |
| 39              | 1954 | 하를럼                | 네덜란드                               | 2353               |
| 38              | 1953 | 자그레브              | 유고슬라비아 (오늘날 크로아티아)       | 1760               |
| 37              | 1952 | 오슬로                | 노르웨이                               | 1614               |
| 36              | 1951 | 뮌헨                  | 서독                                   | 2040               |
| 35              | 1950 | 파리                  | 프랑스                                 | 2325               |
| 34              | 1949 | 본머스                | 영국                                   | 1534               |
| 33              | 1948 | 말뫼                  | 스웨덴                                 | 1761               |
| 32              | 1947 | 베른                  | 스위스                                 | 1370               |
| 제2차 세계 대전 |      |                       |                                        |                    |
| 31              | 1939 | 베른                  | 스위스                                 | 765                |
| 30              | 1938 | 런던                  | 영국                                   | 1602               |
| 29              | 1937 | 바르샤바              | 폴란드                                 | 1120               |
| 28              | 1936 | 빈                    | 오스트리아                             | 854                |
| 27              | 1935 | 로마                  | 이탈리아 왕국                          | 1442               |
| 26              | 1934 | 스톡홀름              | 스웨덴                                 | 2042               |
| 25              | 1933 | 쾰른                  | 독일                                   | 950                |
| 24              | 1932 | 파리                  | 프랑스                                 | 1650               |
| 23              | 1931 | 크라쿠프              | 폴란드                                 | 900                |
| 22              | 1930 | 옥스퍼드              | 영국                                   | 1211               |
| 21              | 1929 | 부다페스트            | 헝가리                                 | 1200               |
| 20              | 1928 | 안트베르펜            | 벨기에                                 | 1494               |
| 19              | 1927 | 그단스크              | 단치히 자유시 (오늘날 폴란드)          | 905                |
| 18              | 1926 | 에든버러              | 영국                                   | 960                |
| 17              | 1925 | 제네바                | 스위스                                 | 953                |
| 16              | 1924 | 빈                    | 오스트리아                             | 3400               |
| 15              | 1923 | 뉘른베르크            | 바이마르 공화국                        | 4963               |
| 14              | 1922 | 헬싱키                | 핀란드                                 | 850                |
| 13              | 1921 | 프라하                | 체코슬로바키아 (오늘날 체코)           | 2561               |
| 12              | 1920 | 헤이그                | 네덜란드                               | 408                |
| 제1차 세계 대전 |      |                       |                                        |                    |
| 11              | 1915 | 샌프란시스코          | 미국                                   | 163                |
| 10              | 1914 | 파리                  | 프랑스                                 | (전쟁 때문에 취소) |
| 9               | 1913 | 베른                  | 스위스                                 | 1203               |
| 8               | 1912 | 크라쿠프              | 오스트리아-헝가리 제국 (오늘날 폴란드) | 1000               |
| 7               | 1911 | 안트베르펜            | 벨기에                                 | 1800               |
| 6               | 1910 | 워싱턴 D.C.           | 미국                                   | 357                |
| 5               | 1909 | 바르셀로나            | 스페인                                 | 1500               |
| 4               | 1908 | 드레스덴              | 독일 제국                              | 1500               |
| 3               | 1907 | 케임브리지            | 영국                                   | 1317               |
| 2               | 1906 | 제네바                | 스위스                                 | 1200               |
| 1               | 1905 | 불로뉴쉬르메르        | 프랑스                                 | 688                |

## 사진

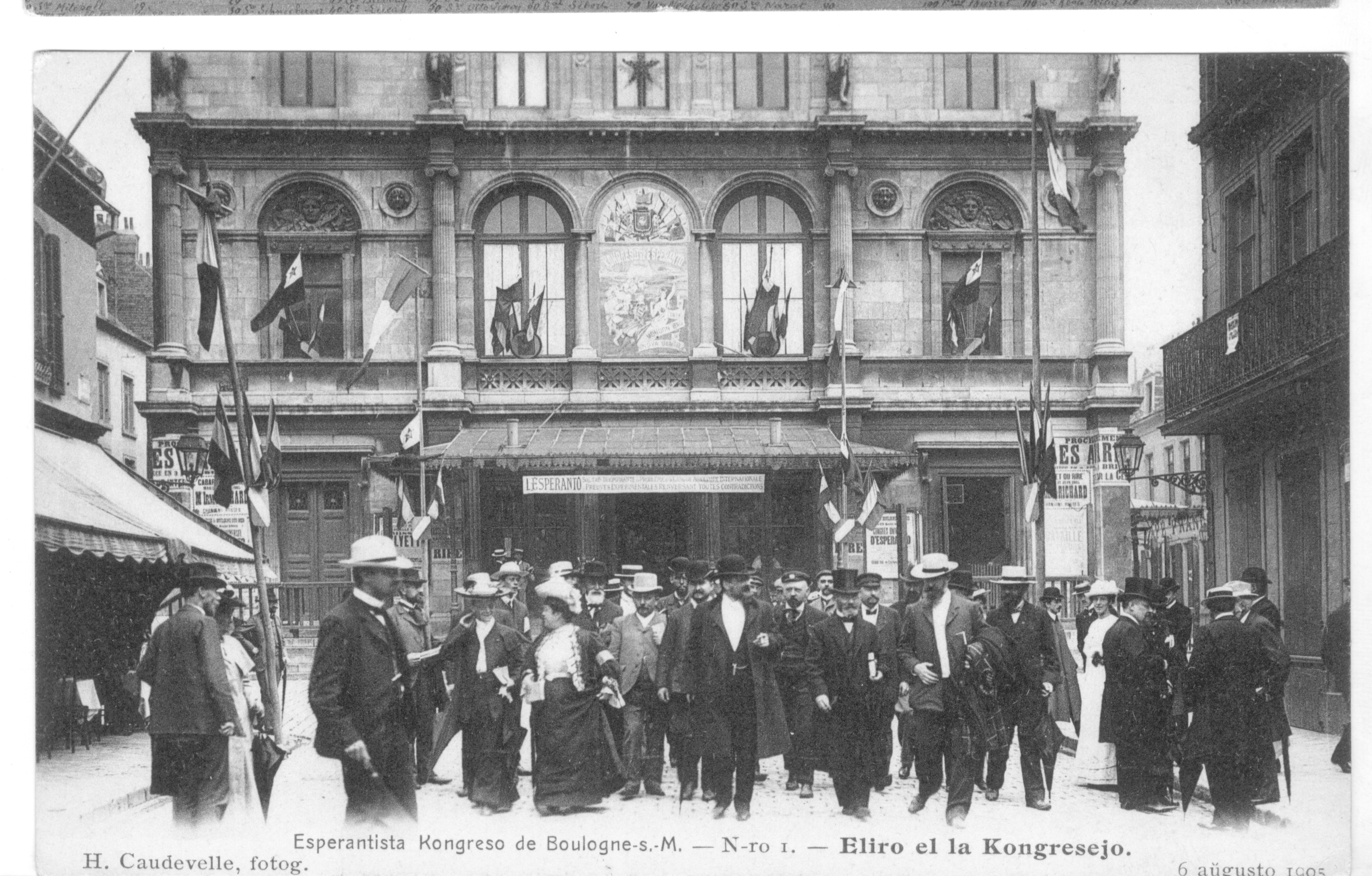
1905년 제1회 세계 대회에 참석한 사람들. 가운데는 라자로 자멘호프다.
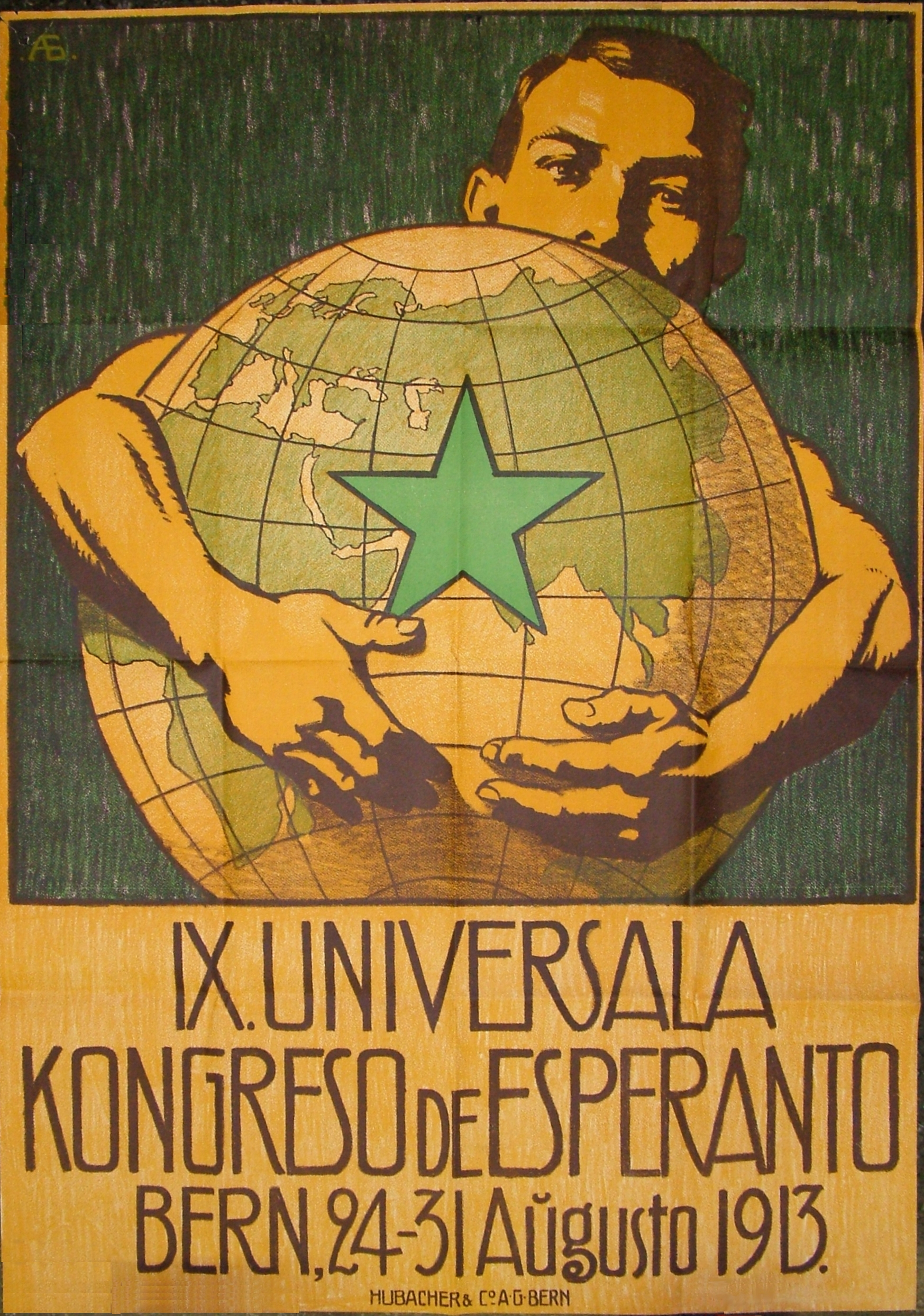
1913년 세계 대회 포스터
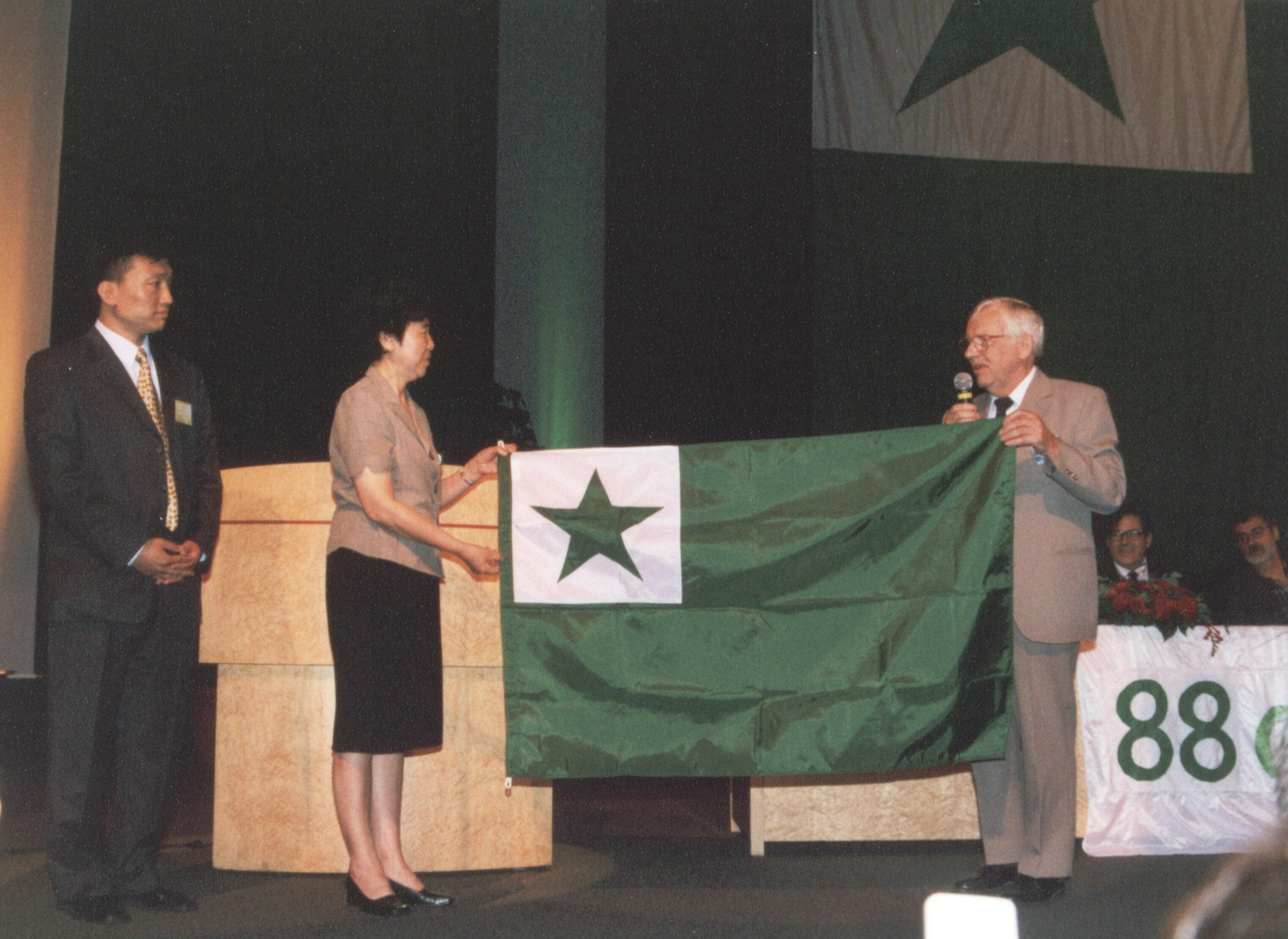
세계 대회의 폐막식에서는 이전 대회 조직 위원회에서 다음 대회 조직위원회에 에스페란토기를 증정하는 것이 관례다. 사진은 2003년 대회에서 스웨덴 조직위가 중국 조직위에 깃발을 넘기는 모습.
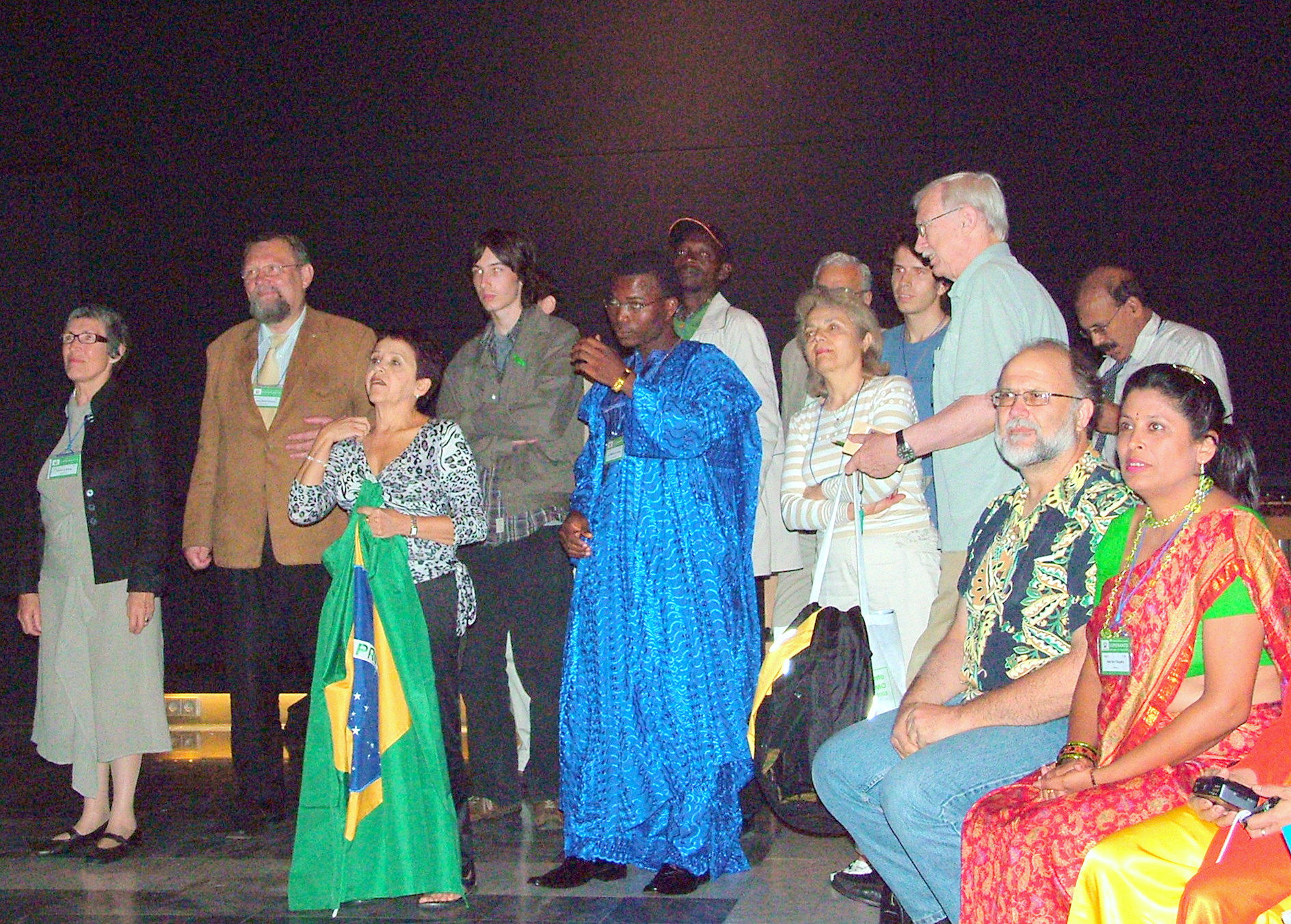
세계 대회에서는 서로 다른 나라의 대표들이 서로 인사(Landaj Salutoj)하는 것이 관례다. 사진은 2008년 세계 대회의 인사.
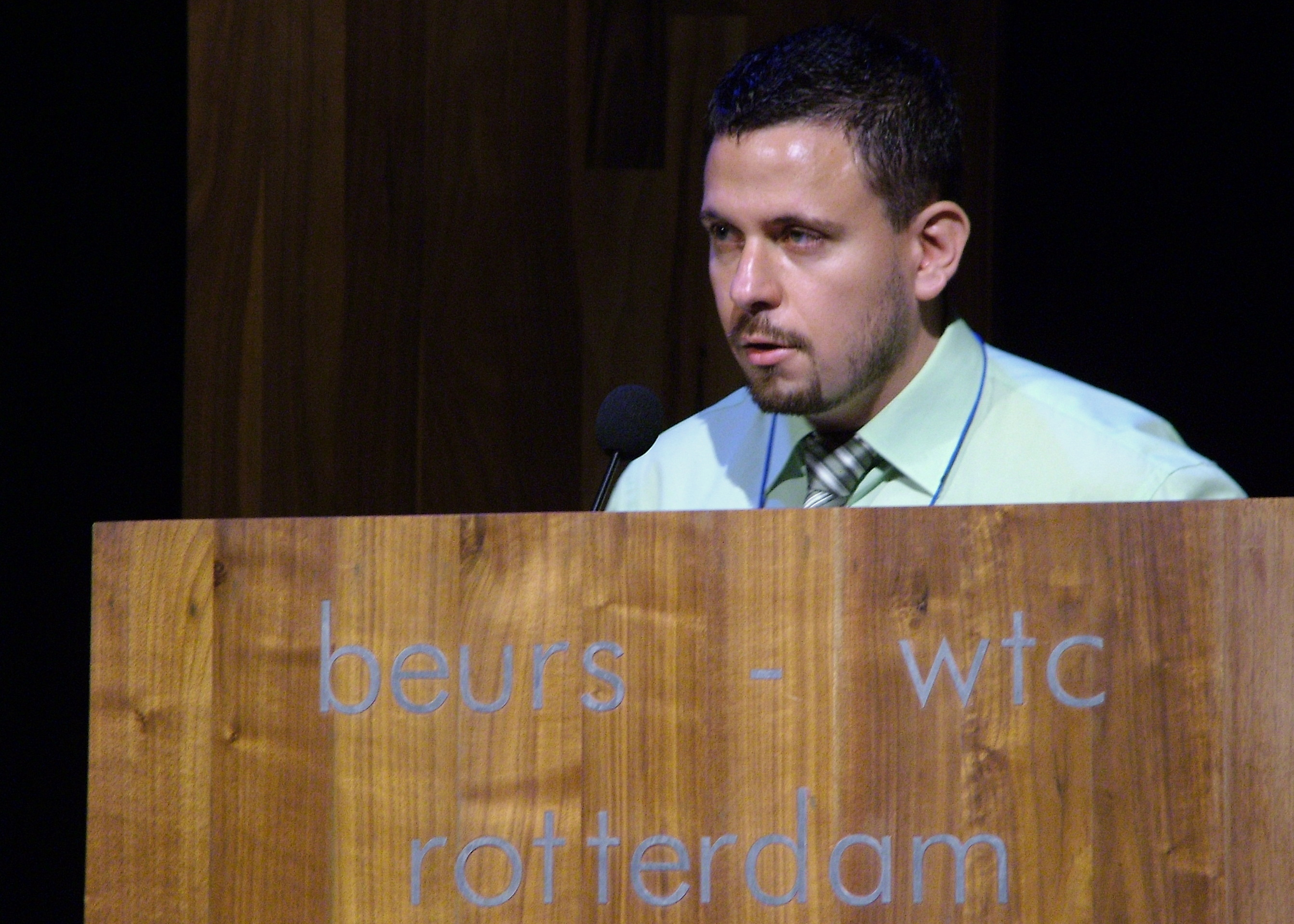
2008년 세계 대회에서 클레이 마갈량이스(Clay Magalhães)가 연설하는 모습.

## 참고 문헌
- van Dijk, Ziko (2005). 《Sed homoj kun homoj. Universalaj Kongresoj de Esperanto 1905-2005》. 로테르담: [[세계 에스페란토 협회|Universala Esperanto-Asocio]]. 197쪽.